# 桑德森農場錦標賽
桑德森農場錦標賽是美國高爾夫球PGA巡迴賽的一個賽事，在密西西比州舉行。自2014年開始，桑德森農場錦標賽開始在傑克遜的傑克遜鄉村俱樂部舉行。桑德森農場錦標賽在1968年加入PGA巡迴賽。

## 外部連結
- 官方网站
- Coverage on the PGA Tour's official site （页面存档备份，存于）

32°23′49″N 90°05′53″W / 32.397°N 90.098°W